# Фишер, Ханс (велогонщик)
Ханс Фишер (нем. Hans Fischer; 29 января 1961, Помероди, Санта-Катарина — 13 декабря 1988, Жарагуа-ду-Сул, Санта-Катарина) — бразильский велогонщик, выступавший на треке. Участник летних Олимпийских игр 1980 и 1984 годов, бронзовый призёр Панамериканских игр 1983 года.

## Биография
Ханс Фишер родился 29 января 1961 года в бразильском городе Помероди.
Начал заниматься велоспортом в 5-летнем возрасте. С 1976 года катался регулярно в качестве средства для восстановления сломанного колена после падения с лошади.
В 1979 году на юниорском Панамериканском чемпионате в Венесуэле завоевал две золотых, одну серебряную и одну бронзовую медаль.
В 1980 году вошёл в состав сборной Бразилии на летних Олимпийских играх в Москве. В гите на 1000 метров занял 15-е место, показав результат 1 минута 10,801 секунды и уступив 7,846 секунды завоевавшему золото с мировым рекордом Лотару Томсу из ГДР. В командной гонке преследования на 4000 метров сборная Бразилии, за которую также выступали Жозе Карлос ди Лима, Фернандо Лоуро и Антонио Силвестри, заняла в квалификации 12-е место с результатом 4.32,34, уступив 10,58 секунды попавшей в четвертьфинал с 8-го места сборной Австралии.
В 1983 году завоевал бронзовую медаль Панамериканских игр в Каракасе в командной гонке преследования на 4000 метров.
В 1984 году вошёл в состав сборной Бразилии на летних Олимпийских играх в Лос-Анджелесе. В индивидуальной гонке преследования на 4000 метров занял в квалификации 22-е место с результатом 5.00,47, уступив 5,40 секунды попавшему в 1/8 финала с 16-го места Габриэлю Куруше из Аргентины. В гонке по очкам занял в полуфинале 14-е место, набрав 5 очков и уступив 3 очка попавшему в финал с 12-го места Стефану Джохо из Швейцарии.
Умер 13 декабря 1988 года в бразильском городе Жарагуа-ду-Сул в результате остановки сердца.